# Internationaux de Strasbourg 1991
L'Internationaux de Strasbourg 1991 è stato un torneo di tennis giocato sulla terra rossa.
È stata la 5ª edizione del Internationaux de Strasbourg, che fa parte della categoria Tier IV nell'ambito del WTA Tour 1991. Si è giocato a Strasburgo in Francia, dal 20 al 26 maggio 1991.

## Campionesse

### Singolare
Radka Zrubáková ha battuto in finale  Rachel McQuillan con il punteggio di 7–6, 7–6

### Doppio
Lori McNeil /  Stephanie Rehe hanno battuto in finale  Manon Bollegraf /  Mercedes Paz con il punteggio di 6–7, 6–4, 6–4